# ورزشگاه منطقه بیلون
ورزشگاه بیلون (یک سالن سرپوشیده ورزشی واقع در نینگبو، چین است. حداکثر ظرفیت سالن ۸۰۰۰ تماشاگر و صندلی‌های ثابت ۴۰۰۰ نفر می‌باشد. این ورزشگاه میزبان رویدادهای ورزشی سرپوشیده مانند بسکتبال و والیبال و همچنین میزبان کنسرت است.